# Krojenie w kuchni chińskiej

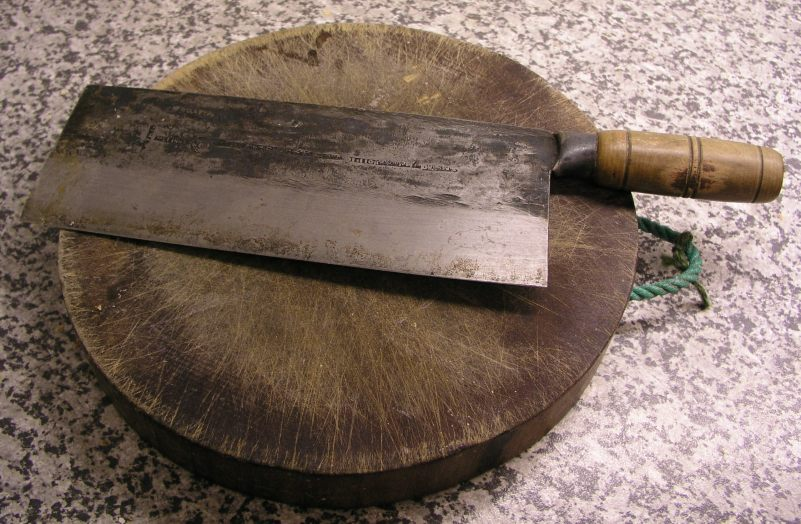
Chiński tasak cai dao

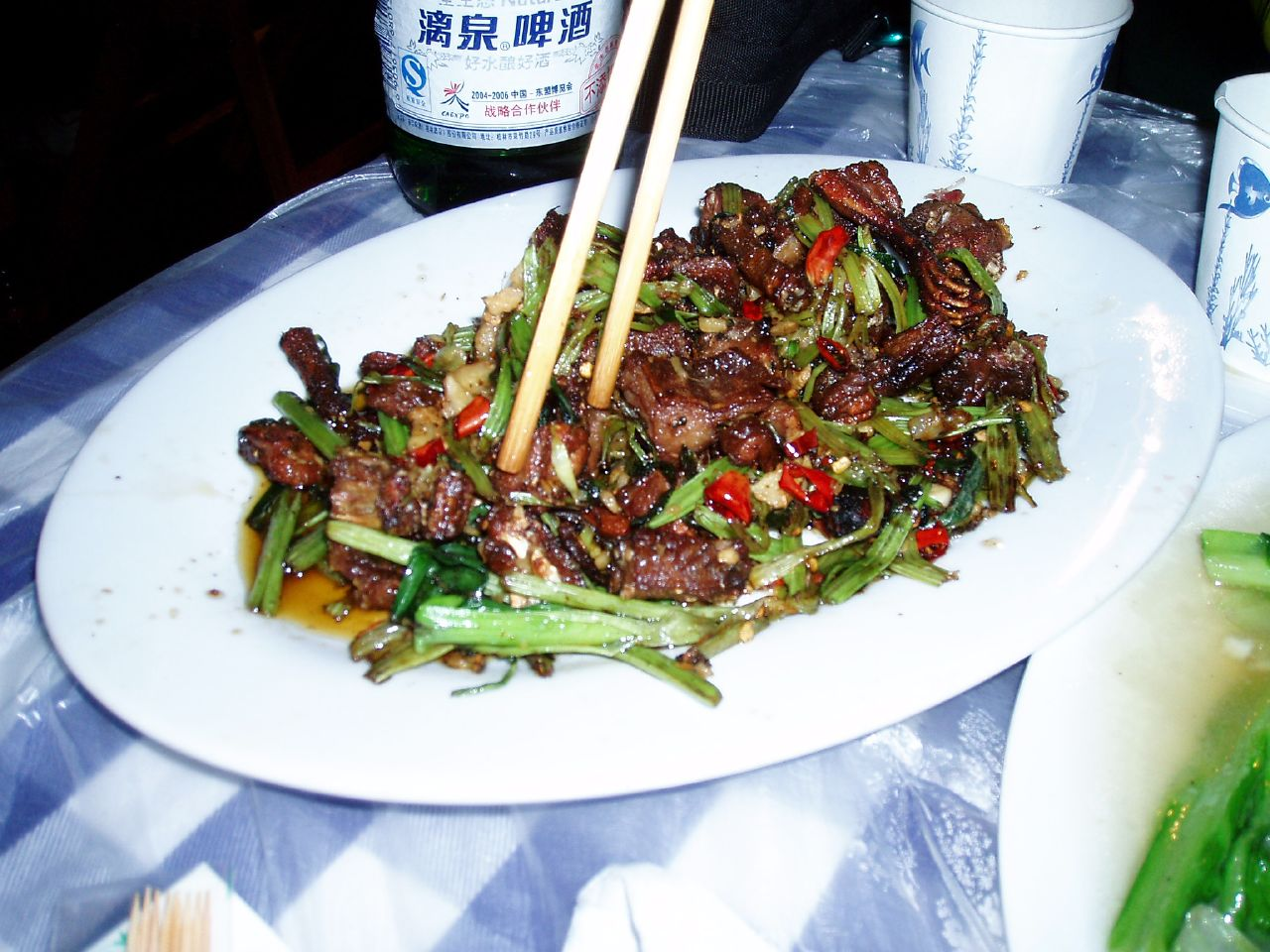
Mięso szczura pokrojone do spożycia pałeczkami

Krojenie w kuchni chińskiej (chiń. 刀工; pinyin dāogōng; dosł. „umiejętności noża”) – zestaw umiejętności praktycznych w kuchniach chińskich, związanych z obróbką i przygotowywaniem pokarmów za pomocą noża kuchennego.
Krojenie jest jedną z fundamentalnych umiejętności w zakresie przygotowywania posiłków w kuchniach chińskich, na równi z opanowaniem temperatury ognia i umiejętnością mieszania smaków. W starożytnych Chinach całą sztukę gotowania zwano ge-peng, czyli kroić i gotować. Opanowanie umiejętności perfekcyjnego krojenia jest ważne, w kontekście faktu, że większość dań w Chinach jest przygotowywana metodą szybkiego przesmażania, co wymaga maksymalnie krótkiego czasu podgrzewania w wysokiej temperaturze. Po drugie na chińskim stole nie widuje się praktycznie noży, a zatem jedzenie musi być pokrojone wstępnie na małe kawałki lub przygotowane w sposób łatwy do podzielenia pałeczkami podczas jedzenia. 
Pieczołowite podejście Chińczyków do tej materii zaowocowało bardzo rozbudowanym słownictwem kulinarnym, odnośnie do krojenia. W zakresie sposobu cięcia mówi się o: krojeniu pionowym (qie), poziomym (pian) oraz siekaniu (zhan, kan). Powyższe zyskuje dodatkowe nazwy, jeśli bierze się pod uwagę kąt nachylenia noża i kierunek cięcia (co najmniej 15 możliwości). Istnieje też około 12 terminów na techniki zbliżone do krojenia, np. ucieranie (chui), skrobanie (gua), czy żłobienie (wan). Można też przecierać, piłować czy toczyć składniki. 
Osobne instrumentarium słowne odnosi się do efektów krojenia, przy czym często są to określenia bardzo poetyckie. Kształty nadane pokrojonemu pożywieniu, to np. plastry (pian), paski czy tasiemki (tiao), kęski czy kawałki (kuai), duże kawałki (duan), drobinki (li), skrawki (mo), ziarenka (mi), kosteczki (ding), a także pasemka (si). Zmielenie lub zmiażdżenie na masę nazywa się rong lub nizi, a formy nietypowe (np. kulka lub kłos) to huadaokuai. Wszystkie te nazwy mają wiele podwariantów, np. plastry mogą być małe jak paznokieć, prostokątne jak domino lub wielkie i cienkie jak ozór wołowy. Dymkę można pokroić np. na kwiaty, rybie oczy albo jedwabne nici.
Ta wielka różnorodność efektów uzyskiwana jest bardzo niewielkim nakładem narzędzi. Chiński kucharz najczęściej (poza ciężkimi pracami, jak rąbanie żeberek) posługuje się jednym tylko, wielofunkcyjnym nożem – tasakiem (cai dao, 菜刀), którego ostra strona służy do krojenia, tępa np. do ucierania, płaska zaś do miażdżenia.